# Дінець Тома Гнатович
Дінець Тома Гнатович (1898, Перв'ятичі — 22 червня 1941, Перв'ятичі) — піхотинець 24-го піхотного полку Збройних сил Австро-Угорщини.

## Життєпис
Народився в 1898 році в селі Перв'ятичі на Сокальщині.
Проходив службу в 24-му Галицько-буковинському піхотному полку.
Брав участь в Першій світовій війні, за високі бойові заслуги нагороджений двічі Срібною медаллю «За хоробрість» та Військовим хрестом Карла.
Після національно-визвольних змагань 1917–1921 рр. повернувся в рідне село, одружився, виховував двох дочок.
22 червня 1941 р., в перший день німецько-радянської війни, був застрілений німецькими військами на своєму подвір'ї.
Похований на місцевому цвинтарі.